# Дробниці
Дробниці (пол. Drobnice) — село в Польщі, у гміні Осьякув Велюнського повіту Лодзинського воєводства.
Населення — 715 осіб (2011).
У 1975-1998 роках село належало до Серадзького воєводства.

## Демографія
Демографічна структура станом на 31 березня 2011 року:
|          | Загалом | Допрацездатний вік | Працездатний вік | Постпрацездатний вік |
| -------- | ------- | ------------------ | ---------------- | -------------------- |
| Чоловіки | 351     | 87                 | 216              | 48                   |
| Жінки    | 364     | 78                 | 192              | 94                   |
| Разом    | 715     | 165                | 408              | 142                  |